# Dromadaire
Camelus dromedarius
Pour les articles homonymes, voir Dromadaire (homonymie).
Espèce
Répartition géographique
Le dromadaire (Camelus dromedarius), ou chameau d'Arabie, est une espèce de chameau, mammifère artiodactyle de la famille des camélidés. Pour cette raison, qualifier un dromadaire de « chameau » n'est pas erroné mais juste moins précis ; les espèces nommées couramment « chameau » présentent deux bosses, alors que le dromadaire n'en possède qu'une seule. Le terme dromadaire est tiré du grec δρομάς κάμηλος / dromás kámêlos : « chameau qui chemine ». Il est parfois surnommé « vaisseau du désert » (safînat as‑Saḥrâ’ en arabe,).
La taille du dromadaire va de 2,20 m à 2,50 m au garrot pour les plus grands ; son poids varie entre 400 et 1 100 kg selon les races. Cet herbivore a une espérance de vie de 25-40 ans.

## Chameau de Bactriane et dromadaire
Le chameau de Bactriane et le dromadaire appartiennent au même genre biologique. Le fœtus du dromadaire développe deux bosses pendant la gestation, qui se fondent en une seule peu avant la naissance. Le dromadaire est un habitant des déserts chauds (Sahara, péninsule Arabique, etc.) alors que le chameau de Bactriane se trouve plutôt en Asie centrale, dans les déserts froids comme celui du Gobi. Les deux animaux, bien qu'assez proches génétiquement pour s'hybrider, ne se rencontrent donc pas naturellement. L'hybride est le turkoman, qui présente une bosse légèrement subdivisée. Si la femelle de l'hybride se reproduit bien, ce n'est pas le cas du mâle qui est souvent peu fertile ou même stérile.

## Histoire
L'ancêtre du genre Camelus est apparu il y a 50 millions d'années. Il y a 2 à 3 millions d'années, l'ancêtre du dromadaire aurait pénétré en Afrique. Les dromadaires existaient déjà dans la Corne de l'Afrique pendant la Préhistoire et on en a retrouvé des dents en Éthiopie ainsi que des peintures en Somalie et à Djibouti.
La relation entre l'homme et le dromadaire remonte au IIe millénaire av. J.-C. Les études indiquent que la domestication du dromadaire a très probablement eu lieu dans le sud-est de la péninsule Arabique vers 2000 ou 3000 av. J.-C. voire seulement tout à la fin du deuxième millénaire, et que les dromadaires locaux sont à l'origine du pool génétique des dromadaires domestiqués ultérieurement. Des restes de dromadaire domestiqué ont été trouvés à Qasr Ibrim et datent du Ier millénaire av. J.-C.. La première attestation de l'emploi massif de dromadaires remonte à 853 av. J.-C. durant la bataille de Qarqar. Toutefois, de grands troupeaux de dromadaires n'apparaitront au Moyen-Orient et en Afrique du Nord que durant l'Antiquité tardive ou au début du Moyen Âge (entre le IVe et le VIIe siècle apr. J.-C.). Ils ont permis l'utilisation de routes commerciales via le désert Arabique; le dromadaire peut en effet parcourir 60 km par jour en été, sans boire pendant environ quatre jours, et en portant jusqu'à 200 kg. Il n'est donc pas nécessaire d'emporter de l'eau pour l'abreuver, ce qui permet d'augmenter la charge utile. Sans dromadaire, l'armée d'Assarhaddon n'aurait ainsi pas pu atteindre l'Égypte via le Sinaï en 671 av. J.-C..
En parallèle des dromadaires destinés aux caravanes, on compte dès l'Antiquité des élevages, bien plus aisés, de dromadaires destinés à la production de lait et de viande. Certaines cultures s'y refusent néanmoins ; ainsi, en Éthiopie médiévale, la viande de dromadaire est consommée exclusivement par les populations musulmanes mais pas par les chrétiens.
Les dromadaires sahariens sauvages, disparus il y a peu, sont les ancêtres des dromadaires de course domestiques : dotés de membres fins, les jeunes pouvaient courir assez vite pour échapper à leurs prédateurs tels que lions de l'Atlas, léopards de Barbarie, lycaons ou guépards sahariens.
Plusieurs centaines de milliers de dromadaires existent encore à l'état sauvage en Australie, à la suite d'un phénomène de marronage.

## Le dromadaire, un «vaisseau du désert»

### Une anatomie particulière

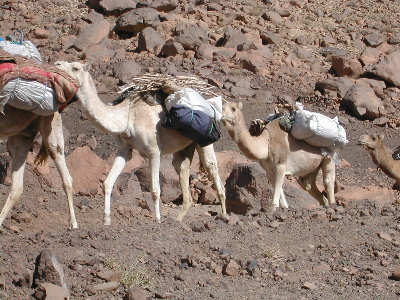
Des dromadaires transportant des marchandises (Algérie).

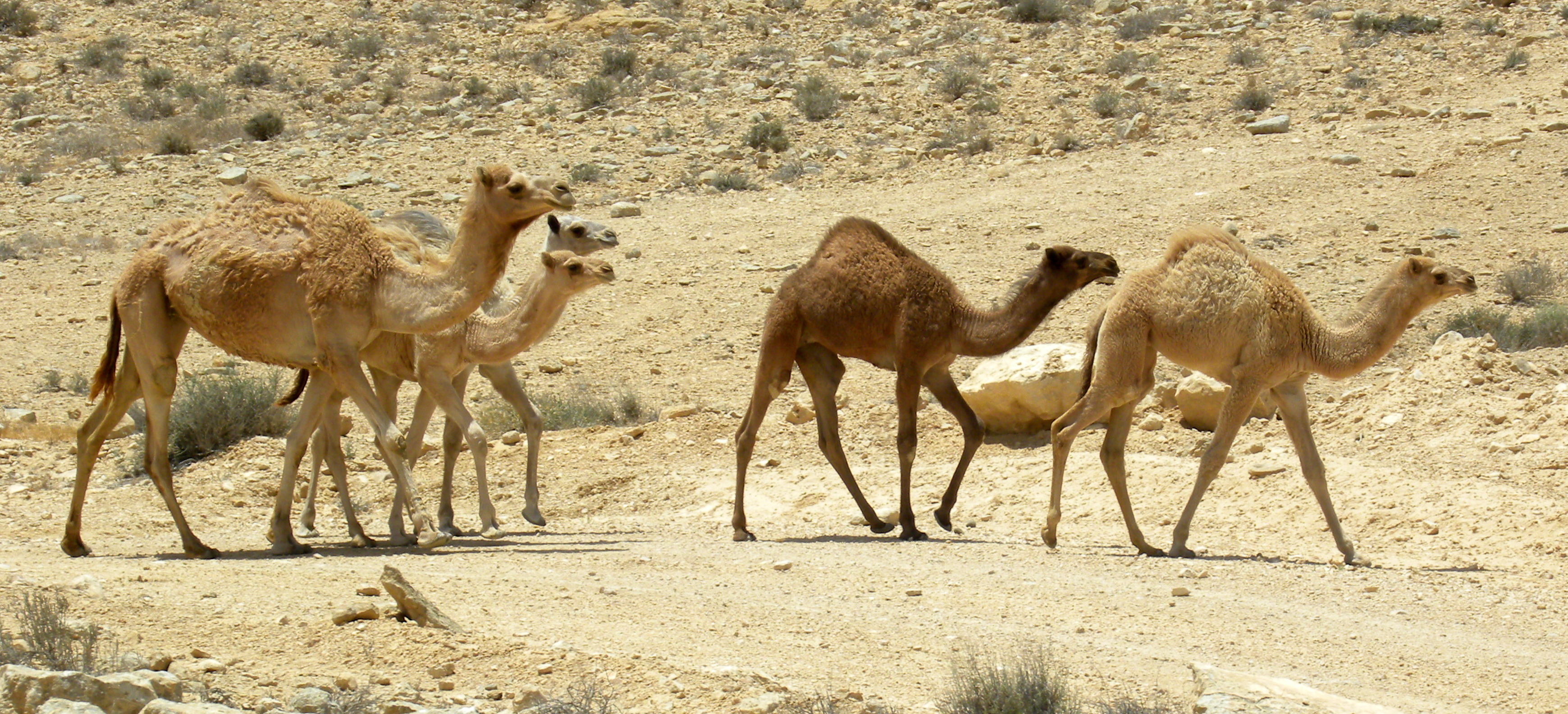
Dromadaires dans le désert du Néguev (Israël).

Le squelette du crâne, comparable à celui du cheval par sa taille, présente une crête occipitale fort proéminente, à laquelle se rattache un puissant ligament cervical de nature à soutenir une tête lourde sur un cou long.
Les sinus sont amples et profonds et procèdent de l'adaptabilité du dromadaire à la vie désertique. En effet, le dromadaire présente un sac sinusal aveugle latéral qui n'est observé chez aucune autre espèce. Cette anatomie permet au dromadaire de récupérer une part importante de l'eau lors de l'expiration par les voies nasales. Celles-ci sont aussi reliées à l'extérieur par des naseaux pouvant se fermer complètement, évitant ainsi l'assèchement de la muqueuse nasale et des voies respiratoires supérieures.
La partie osseuse du voile du palais est étroite, ce qui facilite l'extériorisation de sa partie molle chez le mâle en période de rut, appelée doula par les Arabes. Le maxillaire inférieur, long, présente une constriction centrale marquée, ce qui le fragilise et conduit à des fractures fréquentes lors des combats occasionnels entre mâles.
Comme presque tous les mammifères (à l'exception des paresseux et lamantins), et en dépit de la longueur de son cou, le dromadaire possède sept vertèbres cervicales et son anatomie squelettique ne le distingue que peu des autres herbivores domestiques. Les apophyses épineuses des vertèbres thoraciques et lombaires, bien que supportant la bosse, n'en sont pas plus longues pour autant. Les os des membres sont longs, se manifestant par l'éloignement du corps (thorax et abdomen) au sol lorsque l'animal se tient debout.
Le dromadaire a une denture temporaire (dents de lait) et une denture permanente. Le jeune possède 22 dents. Chez l'animal adulte, la formule dentaire permanente comprend 34 dents avec l'ajout de molaires. L'usure des dents varie selon l'âge et les conditions environnementales et alimentaires (rôle abrasif du sable). L'examen des dents permet aux nomades d'apprécier l'espérance de vie d'un animal. Bien qu'il puisse atteindre l'âge vénérable (pour un herbivore) de 40 ans, il est peu fréquent d'observer des animaux de plus de 20 ans du fait de la défaillance de la denture.
Le système lymphatique se caractérise par un faible nombre de ganglions et des emplacements inhabituels tels que le ganglion thoracique externe ou le ganglion cervical inférieur.
Les glandes sudoripares, peu nombreuses, sont éparpillées sur l'ensemble du corps et participent, de par leur relative rareté, à la limitation des pertes hydriques par transpiration. Les glandes occipitales sont probablement des glandes sudoripares modifiées, situées sur la partie occipitale, à l'arrière de la tête. Elles émettent un liquide riche en stéroïdes et reconnaissable à son odeur. Elles sont particulièrement actives chez le mâle lors de la période du rut et jouent un rôle encore assez mal connu dans le comportement sexuel.
La veine jugulaire est large et facilement visible près de la tête, dans la partie distale du cou, lieu privilégié pour le prélèvement de sang. Les nomades en prélèvent ainsi jusqu'à 7 litres qu'ils boivent frais ou avec du lait, mais cette pratique est interdite par l'islam. Le volume sanguin (volémie) chez le dromadaire est de 93 ml par kg de poids corporel, soit une valeur supérieure à celle observée chez la plupart des autres espèces domestiques. D'autre part, la perte d'eau s'accompagne chez beaucoup d'animaux d'une augmentation de la viscosité du sang, qui se traduit à son tour par une augmentation de la température. Chez le dromadaire, le sang reste fluide quand il se déshydrate et, par conséquent, sa température augmente moins vite.

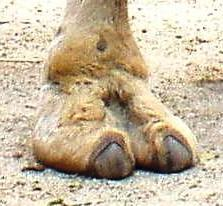
Pied de dromadaire.

La peau, contrairement aux autres herbivores, est peu mobile, ce qui désavantage considérablement l'espèce dans les zones à fortes densités d'insectes piqueurs ou simplement volants, d'autant que l'animal est muni d'une queue courte, inefficace pour chasser les importuns.
Au demeurant, la peau est épaisse, surtout sur le dos, et donc moins susceptible d'être lésée par des harnais ou une végétation agressive. Aux zones de contact avec le sol au moment où l'animal se met en position baraquée, elle est recouverte d'un tissu cutané corné, épais, de couleur sombre. Ces coussinets se situent préférentiellement sur les membres, mais le plus important est le coussinet sternal, qui permet à l'animal de se poser sur le sternum et d'assurer une certaine assiette de tout le corps lorsque l'animal est en décubitus sternal.
L'un des éléments anatomiques qui distingue nettement le dromadaire des autres ruminants est la nature du pied. Dépourvu de sabots, ce qui le range dans le groupe des digitigrades et non des onguligrades, le dromadaire a un pied large et élastique, bien adapté à la marche sur des sols sableux. On le compare facilement à un pneu dont la chambre à air est remplacée par un tissu adipeux qui donne à l'ensemble une souplesse remarquable.
La bosse est constituée de graisse que le dromadaire stocke pour les jours sans nourriture dans le désert.

### Une physiologie générale entièrement tournée vers l'adaptation au désert
La plupart des mammifères vivant dans les zones désertiques se protègent de la chaleur et de la sécheresse en s'enfouissant dans le sol pendant les heures chaudes. Il est bien évident qu'un animal de la taille du dromadaire ne saurait satisfaire à une telle exigence. Aussi l'animal possède-t-il d'autres caractéristiques physiologiques pour s'adapter à ces conditions.

#### Adaptation à la chaleur

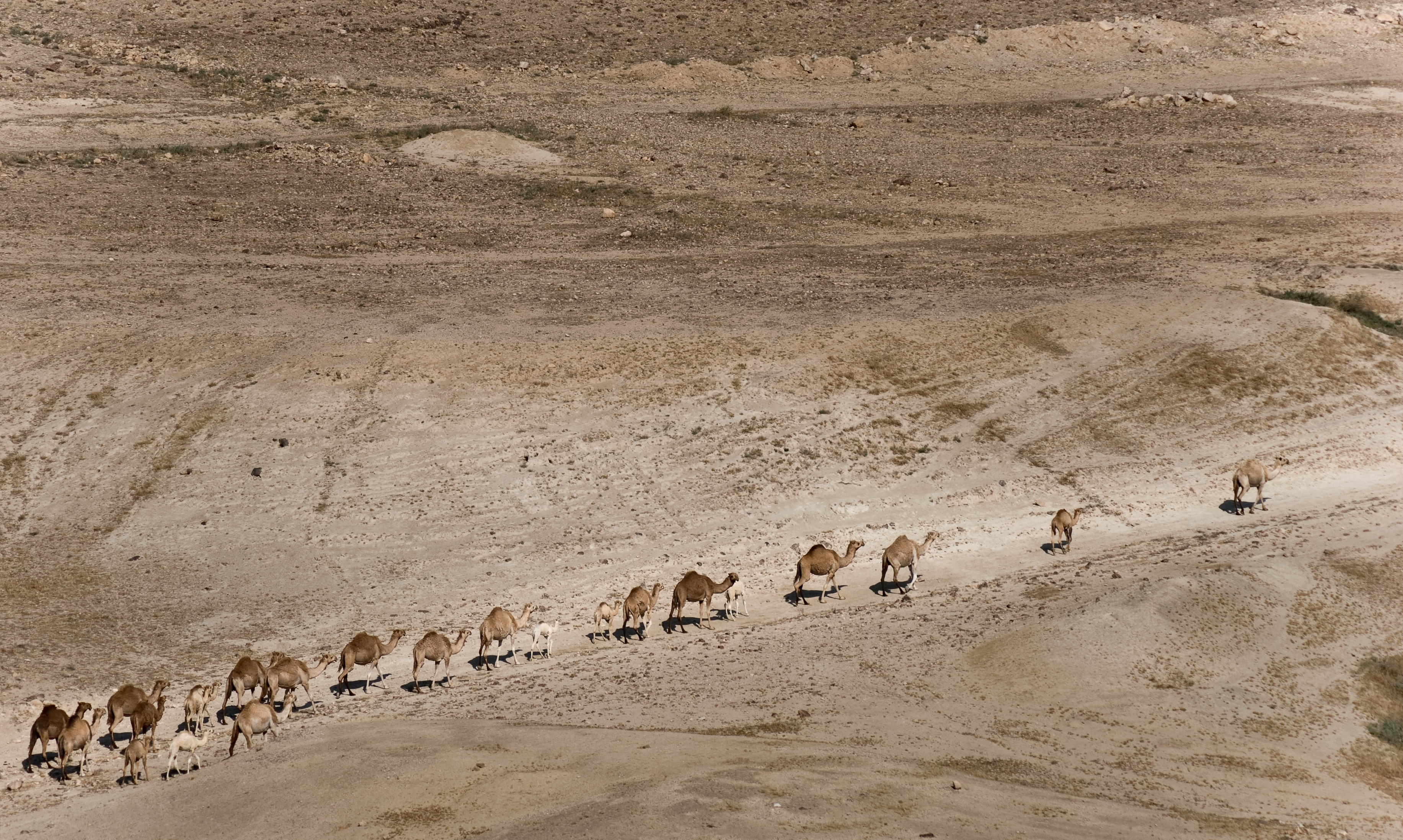
Groupe de dromadaires dans la vallée du Jourdain, en Cisjordanie, mai 2010.

La bosse du dromadaire, contrairement à une légende tenace, n'est pas une réserve d'eau, mais d'énergie. La bosse est un amas de graisse blanchâtre qui peut dépasser les 100 kg pour un animal en pleine forme et bien nourri. Cette accumulation localisée évite la dissémination du gras en région sous-cutanée dans les autres parties du corps. Sa présence sur le dos de l'animal lui assure également un rôle dans la thermorégulation. En effet, la concentration des réserves adipeuses limite leur répartition sous la peau et donc facilite la dissipation cutanée de la chaleur. L'animal se refroidit mieux car il est moins gras. Il transforme sa graisse en eau (eau métabolique) par des réactions physiologiques d'oxydation (jusqu'à 40 litres pour un animal en bonne forme). Le dromadaire a la capacité de faire varier sa température interne en fonction de la chaleur externe, ce qui autorise à considérer que l'animal n'est pas un strict homéotherme, à l'instar des mammifères passant une partie de leur existence en hibernation. Lorsque la température ambiante décroît, notamment pendant la nuit, la température interne du dromadaire peut descendre à 34 °C. Durant les heures les plus chaudes, la température rectale peut atteindre 42 °C sans que l'on puisse parler de fièvre. De tels écarts de température corporelle sont mortels pour la plupart des mammifères. Il a été mesuré par exemple qu'une augmentation de 6 °C de la température corporelle chez un dromadaire pesant environ 600 kg lui permettait d'économiser 5 litres d'eau. En saison chaude, il peut se passer de boire pendant 2 à 3 semaines et en saison fraîche pendant 4 à 5 semaines. Le dromadaire peut boire jusqu'à 15 litres d'eau par minute. C'est le seul mammifère capable de boire autant d'eau en si peu de temps. En effet, chez les autres animaux, l'absorption d'une trop grande quantité d'eau entraîne l'éclatement des globules rouges, donc la mort.
La morphologie générale et le comportement du dromadaire signent aussi son adaptation à la chaleur: longs membres, coussinet sternal maintenant l'abdomen légèrement au-dessus du sol, positionnement face au soleil afin d'exposer la plus faible superficie possible au rayonnement solaire maximal, broutage préférentiel à l'ombre des fourrages ligneux pendant les heures chaudes, diminution générale du métabolisme lors de fortes chaleurs, robe variant entre le blanc et le fauve, toison tombant d'elle-même en été, peau épaisse, protectrice, glandes sudoripares peu nombreuses.

#### Adaptation à la sécheresse
Les mécanismes d'adaptation à la chaleur mettent en œuvre un ensemble de procédures physiologiques qui contribuent à économiser l'eau. Mais c'est dans les situations extrêmes, notamment lors de déshydratations poussées que le dromadaire montre ses exceptionnelles qualités. L'animal est alors capable d'économiser l'eau corporelle par des mécanismes de réduction des pertes hydriques (diminution de la diurèse, arrêt de la sudation, diminution du métabolisme de base, variation de la température corporelle, réactions chimiques : l'hydrogène issu de la fonte des graisses se combine à l'oxygène procuré par la respiration pour fournir l'indispensable complément d'eau) tout en maintenant une homéostasie vitale pour sa survie, à la fois en limitant la variation de la concentration des paramètres vitaux et en assurant une excrétion maximale des déchets métaboliques. Celle-ci est permise par l'émission d'une urine très concentrée. Toutefois, l'excrétion des éléments dont l'élimination nécessite des grandes quantités d'eau (glucose, urée notamment) est contrôlée de façon rigoureuse. Ces mécanismes d'adaptation qui font la réputation du dromadaire expliquent également qu'il s'agit d'une des rares espèces domestiques qui n'ait pas quitté son aire d'origine.

#### Adaptation à la sous-alimentation

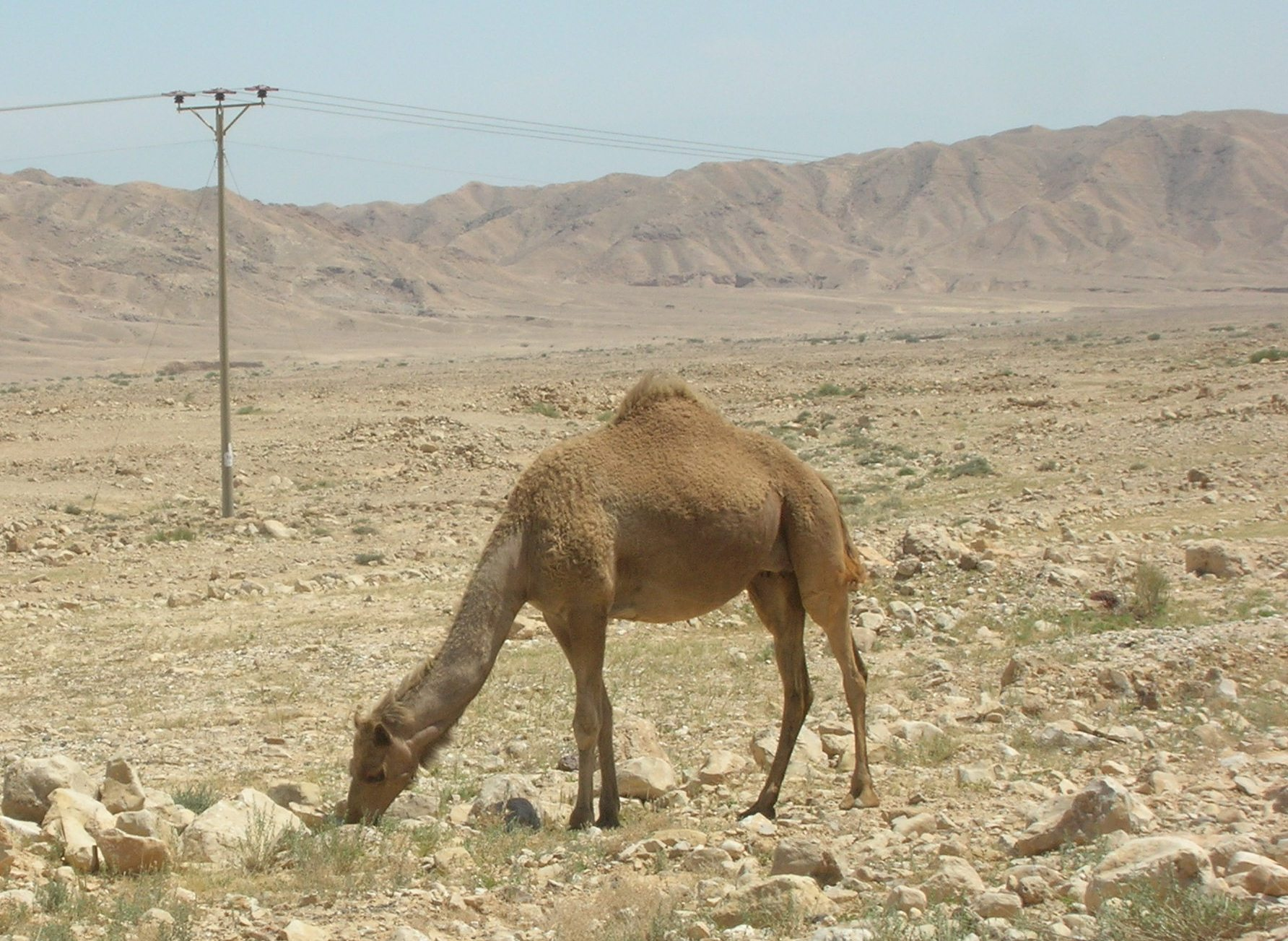
Dromadaire en train de brouter (Neguev, Israël)

Le milieu désertique se caractérise aussi par la faiblesse des ressources alimentaires, leur grande dispersion et une forte variabilité temporelle. Le dromadaire présente une meilleure capacité à digérer les fourrages pauvres que les ruminants domestiques. Cette supériorité s'explique par une plus grande rétention des particules solides dans les pré-estomacs, se traduisant par un temps de contact plus long des aliments avec les micro-organismes qui les digèrent. Il supporte très mal l'excès de nourriture et 4 à 5 kg d'acacia par jour lui suffisent en période de disette. Au Sahara, ses plantes fourragères de prédilections sont les graminées Stipagrostis pungens (le Drinn) et Panicum turgidum.
Chez toutes les espèces de mammifères, les lipides de réserve constituent la forme la plus concentrée du stockage d'énergie dans l'organisme, concentrés chez le dromadaire dans la bosse. Contrairement aux autres ruminants qui assurent l'essentiel de leurs besoins énergétiques à partir de la production d'acides gras volatils et génèrent ainsi une faible quantité de glucose, le dromadaire présente une glycémie comparable à celle de l'homme. Il présente une néoglucogenèse très active tant au niveau du foie que du rein, ce qui lui permet de maintenir une glycémie presque normale en cas de privation de nourriture, sans consommation de graisse (cétogenèse). Son économie d'eau se fait également lors de son excrétion. L'animal perd environ 7 fois moins d'eau que la vache. Ainsi, le volume de l'urine d'un dromadaire déshydraté est de 0,1 % du poids du corps alors que c'est 2 % de ce poids chez le mouton déshydraté. L'urine est très concentrée car les reins réalisent une plus grande réabsorption de l'eau et des électrolytes : en situation de déshydratation, l'urine du dromadaire est 2 fois plus concentrée que l'eau de mer. Le foie est aussi un organe qui diminue les rejets liquides en recyclant son urine soit en protéines soit en eau.
Lorsque le dromadaire dispose d'une ration déficitaire en protéines, la quantité d'urée excrétée devient très faible. En situation de déficit protéique, il excrète 1 % seulement de son urée, contre 23 % chez le mouton. De fait, il a la capacité de recycler de façon remarquable l'urée, ce qui permet de répondre aux déficits protéiques d'origine alimentaire et de maintenir la protéosynthèse ruminale.
Sur le plan des minéraux, tout se passe chez le dromadaire comme si son métabolisme était tourné vers une anticipation des périodes de sous-nutrition minérale. Il signe son adaptation à ces périodes de restriction alimentaire par divers mécanismes : augmentation des capacités d'absorption en cas de pénurie, plus grande capacité de stockage de certains éléments minéraux, plus grande tolérance à certains électrolytes, maintien des activités enzymatiques de base en dépit des situations déficitaires.

## Le dromadaire et l'être humain

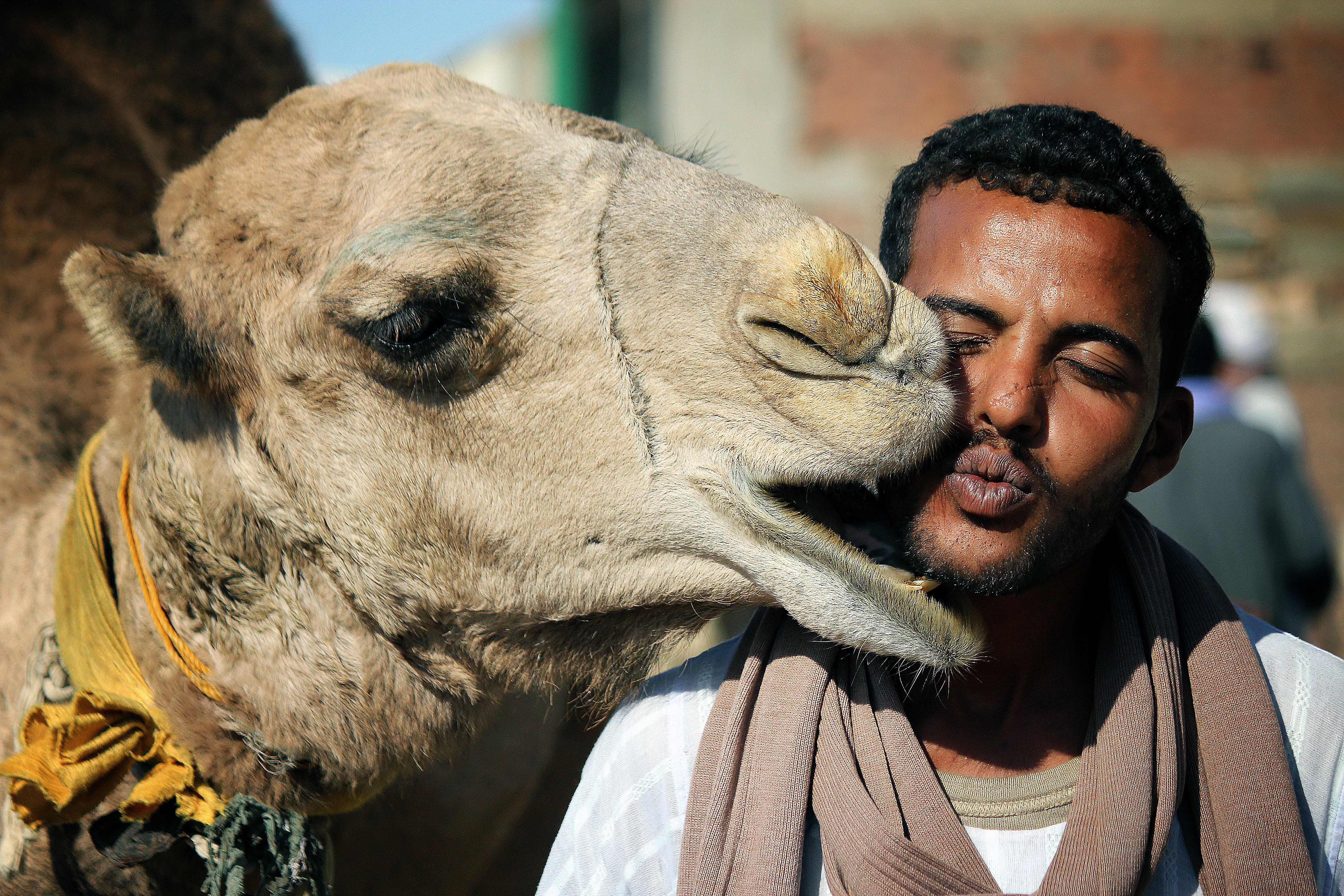
Proximité avec l'homme.

### L'élevage

#### Races domestiques
La notion de race dépend de critères étroitement pilotés par l'homme en fonction des objectifs fixés à l'animal.

##### Dankali
À Djibouti et en Éthiopie, la race principale est le dankali (arabe : دنكل, au pluriel danakil, du nom d'une ancienne entité des Afars[réf. souhaitée]) et son cousin le plus proche est le chameau de Bactriane.

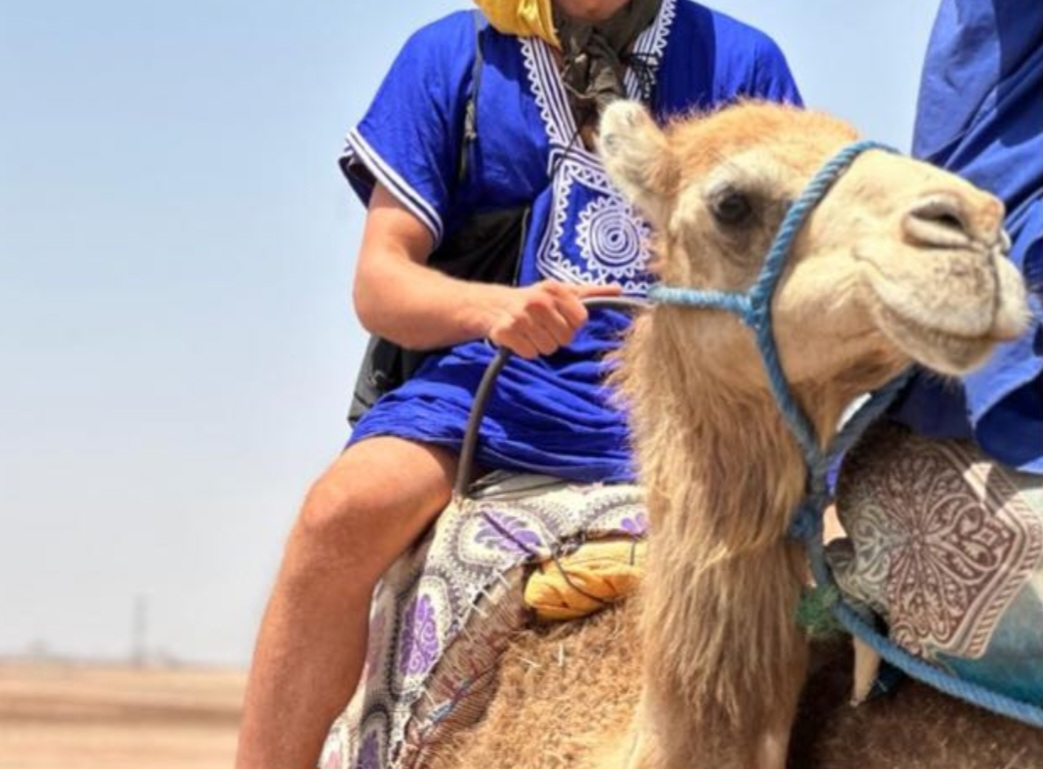
Dromadaire, la monture du désert

##### Méhari
Le méhari est un dromadaire de monte utilisé pour les méharées ou les courses, surtout par les populations nomades de la zone du Sahel. Le pluriel de ce nom arabe est méhara. Les dromadaires méhara sont plus grands et plus fins que les dromadaires de bât. Le nom « Méhari » vient de la tribu de Mahra, à cheval sur Yémen et Oman.

##### Djimel
Le djimel est un dromadaire de bât plus lourd que le méhari, il est utilisé comme bête de somme.

#### Reproduction

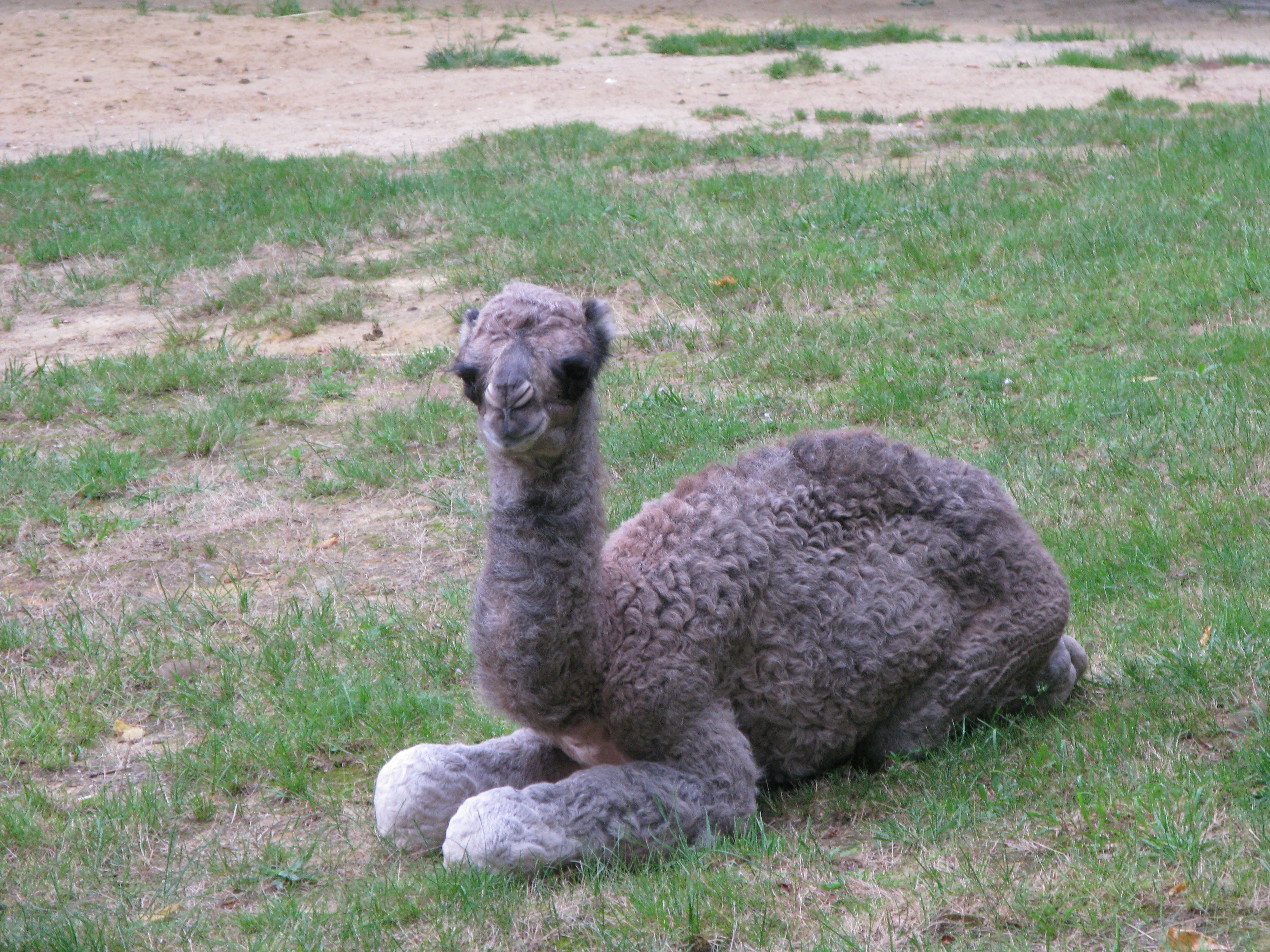
Un chamelon.

Le mâle est mis en reproduction entre six et douze ans. Pendant la saison du rut, le comportement de l'animal est très agressif, il perd l'appétit, perd du poids, a la diarrhée, urine fréquemment, a une salivation excessive avec extériorisation du voile du palais sous forme d'un tissu de chair rose et humide appelé doula par les Arabes. Il a tendance à mordre, à botter et à donner des coups de tête. Pour le mâle, l'accouplement dure 11 à 15 minutes, trois à quatre fois par jour. Les meilleurs reproducteurs peuvent couvrir jusqu'à 70 chamelles par saison.
La femelle est rarement mise au mâle avant l'âge de quatre ans et peut être reproductrice jusqu'à l'âge de vingt ans. Au cours de sa vie, elle portera de trois à sept chamelons. La durée de gestation est de treize mois. Au moment de la mise bas, la chamelle s'écarte du troupeau et se met en position baraquée ; il existe un risque que le chamelon soit écrasé ou étouffé sous sa mère. Au cours de son développement, le fœtus commence par avoir deux bosses qui fusionnent pendant la gestation.
Pendant la période de lactation, la chamelle fournit de 12 à 18 litres de lait par jour pour son chamelon et les nomades peuvent en prélever jusqu'à 8 litres. Le lait de dromadaire est trois fois plus riche que le lait de vache en protéines et en vitamine C. On estime qu'environ deux litres de lait couvrent les besoins en protéines d'un homme pour une journée et il se boit tel quel. Quant à la viande, elle est maigre car toute la graisse est concentrée dans la bosse. L'énergie que fournit la carcasse est suffisante à un homme pour cinq jours et les protéines pour un mois.

### Production de biens de consommation

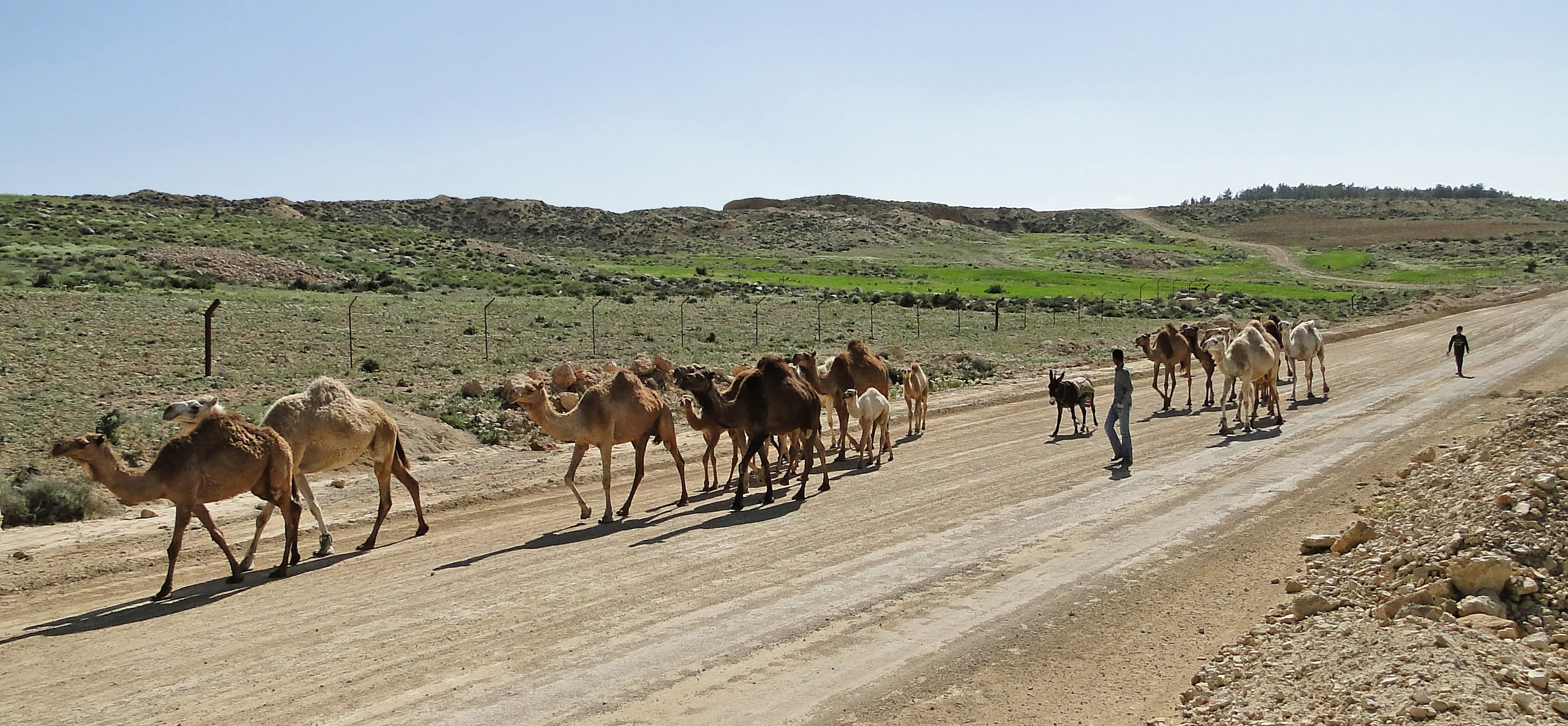
Un troupeau de dromadaires dans la réserve de Dana en Jordanie.

Le dromadaire rend de multiples services à l'homme depuis des milliers d'années et en particulier aux nomades qui l'exploitent pour ses productions de travail, de cuir, de lait et de viande.
On ignore souvent que le dromadaire est ainsi élevé aujourd'hui pour sa viande ou pour son lait, voire pour effectuer des travaux agricoles. Le développement d'une véritable industrie laitière caméline est récent et s'opère dans plusieurs villes subsahariennes parfois sous des formes intensives de production comme en Arabie saoudite. En production de viande, il existe une tradition d'embouche caméline dans la Corne de l'Afrique, qui a permis le développement d'un commerce international du cheptel camélin, celui-ci étant exporté depuis le Soudan, l'Éthiopie, Djibouti et surtout la Somalie vers les pays de la péninsule Arabique.

### Travail et moyen de transport

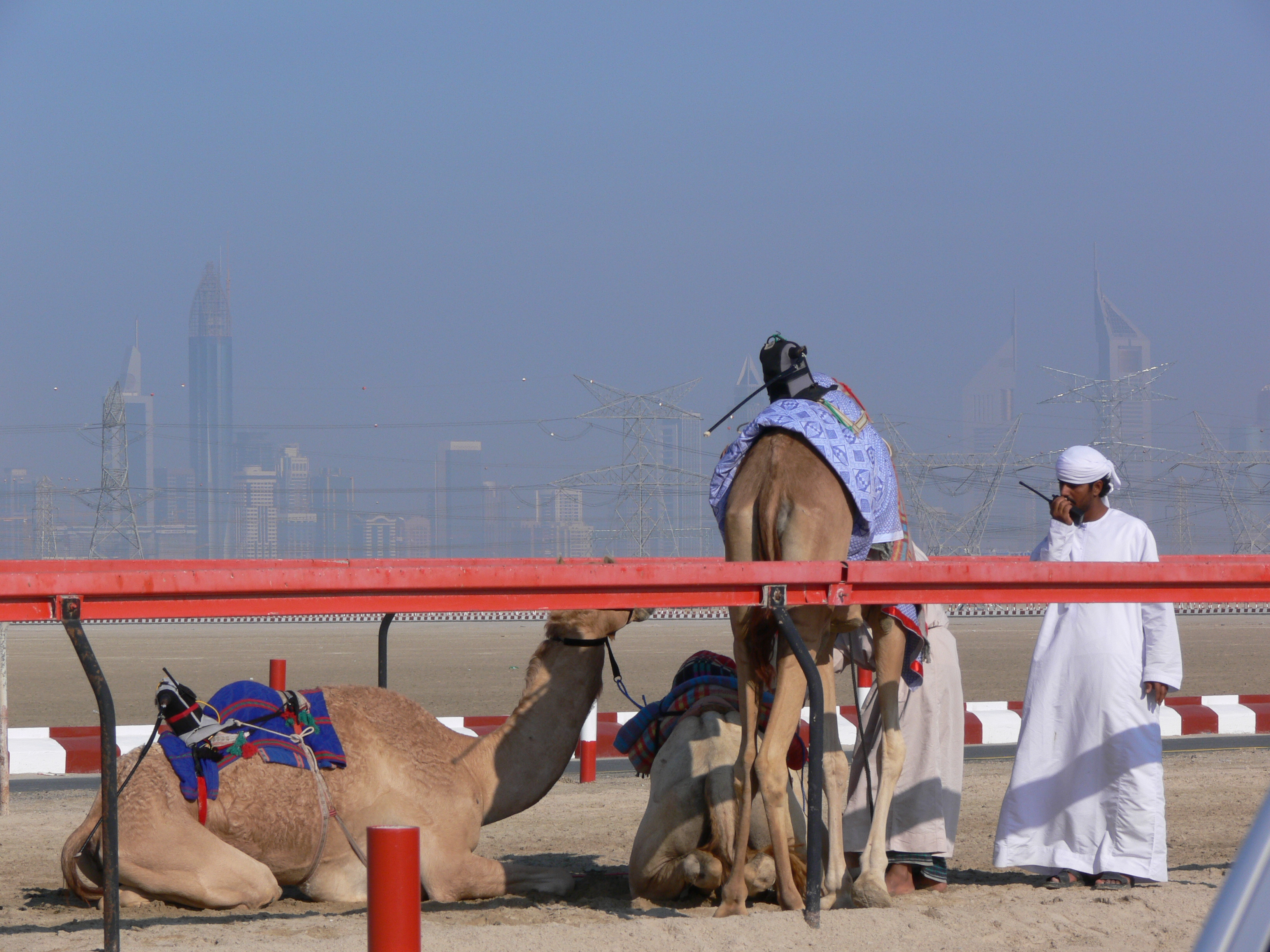
Dromadaire de course équipé d'un robot jockey à Dubai.

De nos jours, le dromadaire est l'animal des déserts chauds d'Afrique, d'Australie, du Proche et du Moyen-Orient. Son conducteur est appelé un  arabatier. Il fut aussi utilisé à des fins militaires pour les charges guerrières dans la bataille ou pour le transport de troupes et de matériels.
On distingue principalement :
- les dromadaires de course qui ne pèsent que 400 kg pour les femelles et 500 à 600 kg pour les mâles adultes. Des courses de dromadaires ont lieu dans quelques pays. Les dromadaires de course sont très rapides ; ils peuvent courir à 50 km/h en vitesse moyenne et jusqu'à 70 km/h en pointe ;
- les dromadaires de trait, qui peuvent peser jusqu'à 800 kg pour les femelles et 1 100 kg pour les mâles[18].

Si le dromadaire a fait sa réputation comme animal de bât ou comme animal de selle, et si son utilisation agricole est ancienne en Inde, au Maroc, en Éthiopie, de nouveaux usages peuvent être observés comme le transport des ordures ménagères dans les villes nigériennes ou de façon plus anecdotique le développement des camel-library en Inde ou au Kenya, les dromadaires étant utilisés au transport des bibliothèques ambulantes de village en village. Chargé l'animal peut se déplacer entre 4 et 7 kilomètres à l'heure et marcher 40 à 50 kilomètres par jour.

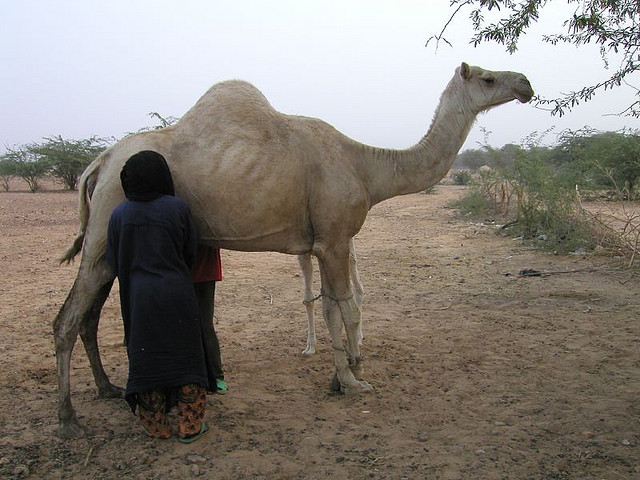
Traite manuelle d'une chamelle au Niger.
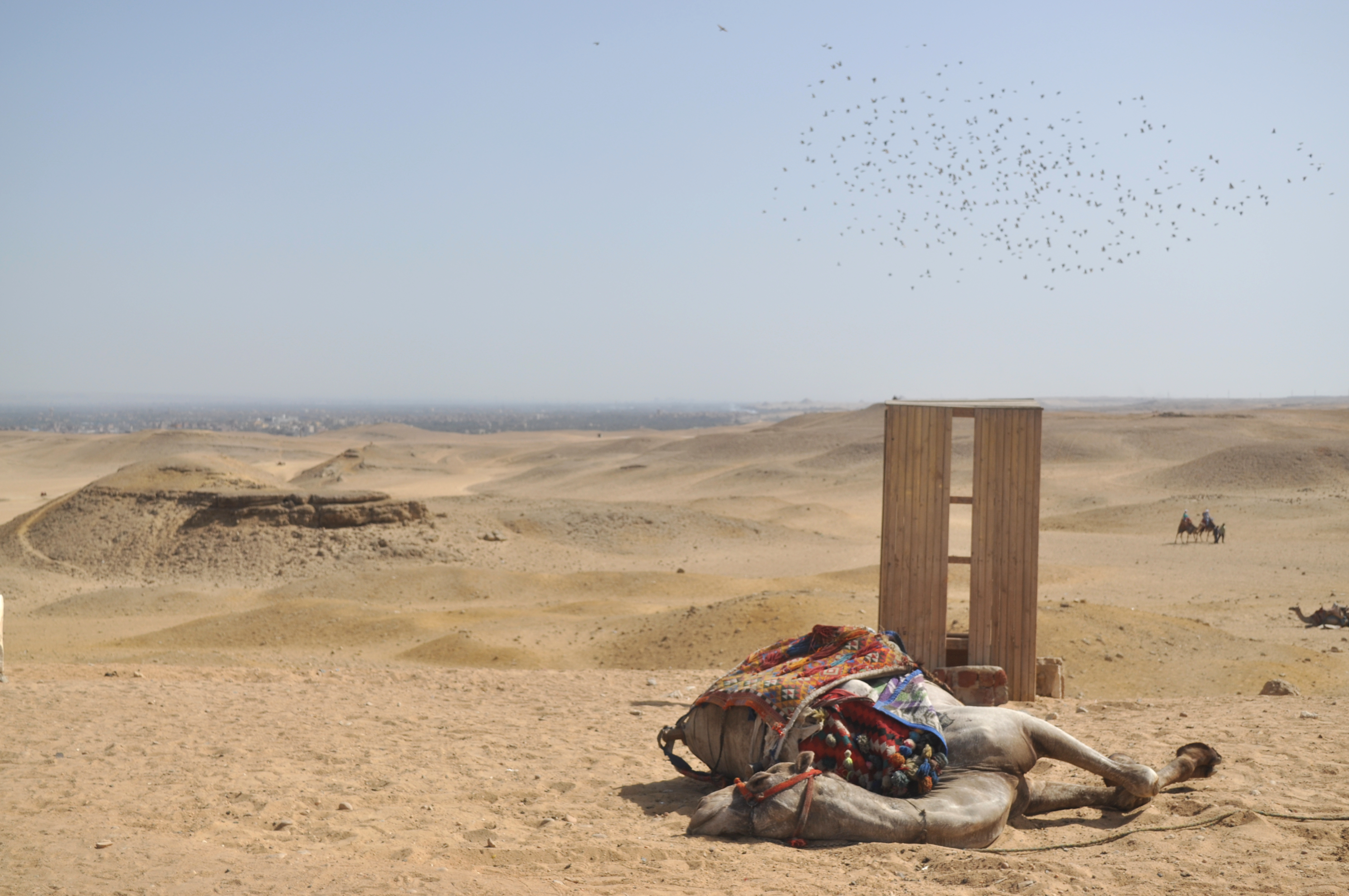
Fatigue d'un dromadaire transportant les visiteurs des pyramides de Gizeh.
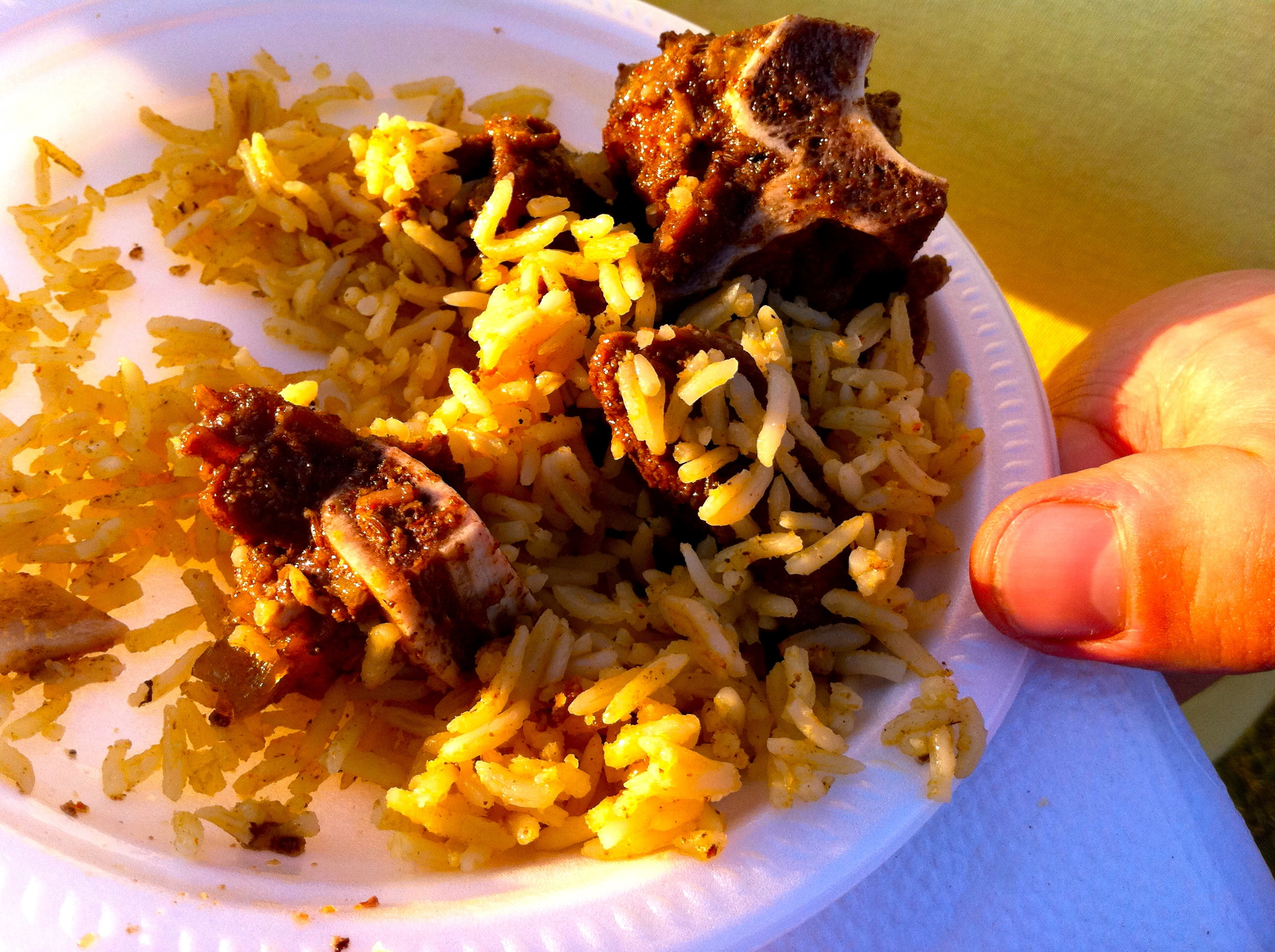
Plat à base de viande de dromadaire et de riz, en Somalie.

Il existe des races spécifiques selon l'usage. Les méhara par exemple sont appréciés comme montures.

### Utilisation militaire
Les dromadaires comme moyen de transport et de déplacement ont été largement remplacés par les véhicules motorisés. Cependant, plusieurs pays, tels que la Jordanie et la Mauritanie, reviennent à l'usage des dromadaires dans un cadre policier et militaire, car c'est le seul moyen de contrôler des régions reculées et le moyen le plus discret pour surprendre rebelles et contrebandiers. Le groupement nomade autonome (G.N.A.) à Djibouti, qui fut créé le 7 juillet 1887, avait pour principale mission avant l'indépendance (27 juin 1977) le contrôle des frontières terrestres et maritimes et il utilisait des dromadaires. Il fut remplacé par le Groupement commando des frontières (G.C.F.) le 6 juin 1977, qui avait les mêmes missions mais n'a pas survécu à la guerre entre les Afars (nord) et les Issas (sud) en 1991.
En 1799 : durant la campagne d'Égypte, Bonaparte créa un régiment monté sur dromadaires pour ses facultés d'adaptation au milieu désertique.

## Répartition géographique
Le dromadaire a été répertorié dans 35 pays tels que l'Inde, la Turquie, le Kenya, le Pakistan, la corne de l'Afrique et bien d'autres encore. Domestiqué au Moyen-Orient et plus précisément dans le sud de la péninsule arabique, le dromadaire a été réintroduit en Afrique du Nord à l'état domestique au début de l'ère chrétienne au moment de l'assèchement du Sahara. La forme sauvage, qui devait exister au début des temps historiques, a disparu sans laisser de trace.
Il occupe actuellement toute l'Afrique sahélienne, du Nord de la Mauritanie (et même les îles Canaries) à Djibouti. En 1999, une étude a démontré que 80 % de la population des dromadaires se trouvait en Afrique avec près de 10 millions de têtes dans la corne d'Afrique. L'essentiel des effectifs est concentré dans trois pays : la Somalie, le Soudan et l'Éthiopie par ordre d'importance. C'est la Somalie qui abrite le plus important cheptel : 6 millions de têtes (ce qui fait 2 bêtes par habitant) sur environ une population mondiale estimée à près de 20 millions de têtes. On compte en moyenne 1 dromadaire pour 20 personnes dans 18 pays d'Afrique. Il a été répertorié environ 51 races de dromadaires. En Asie, il occupe tout l'arc aride de la péninsule Arabique jusqu'au désert du Rajasthan en Inde, zone la plus orientale de sa répartition d'origine. Vers le Nord, il occupe les régions voisines de l'Asie centrale (Turkménistan) où il peut d'ailleurs s'hybrider avec le chameau de Bactriane à deux bosses.

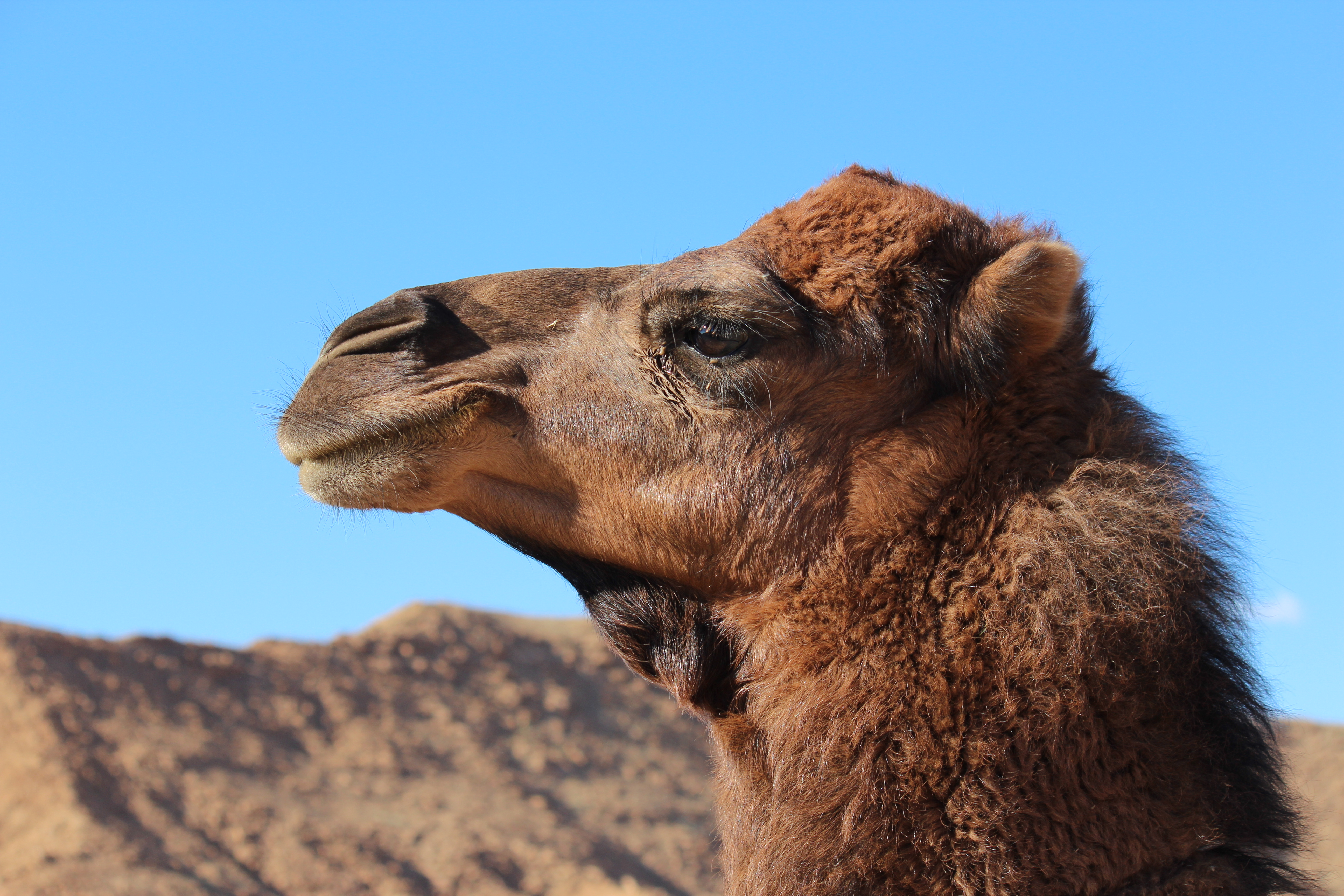
Biskra (Algérie), un dromadaire dans le sud du pays.
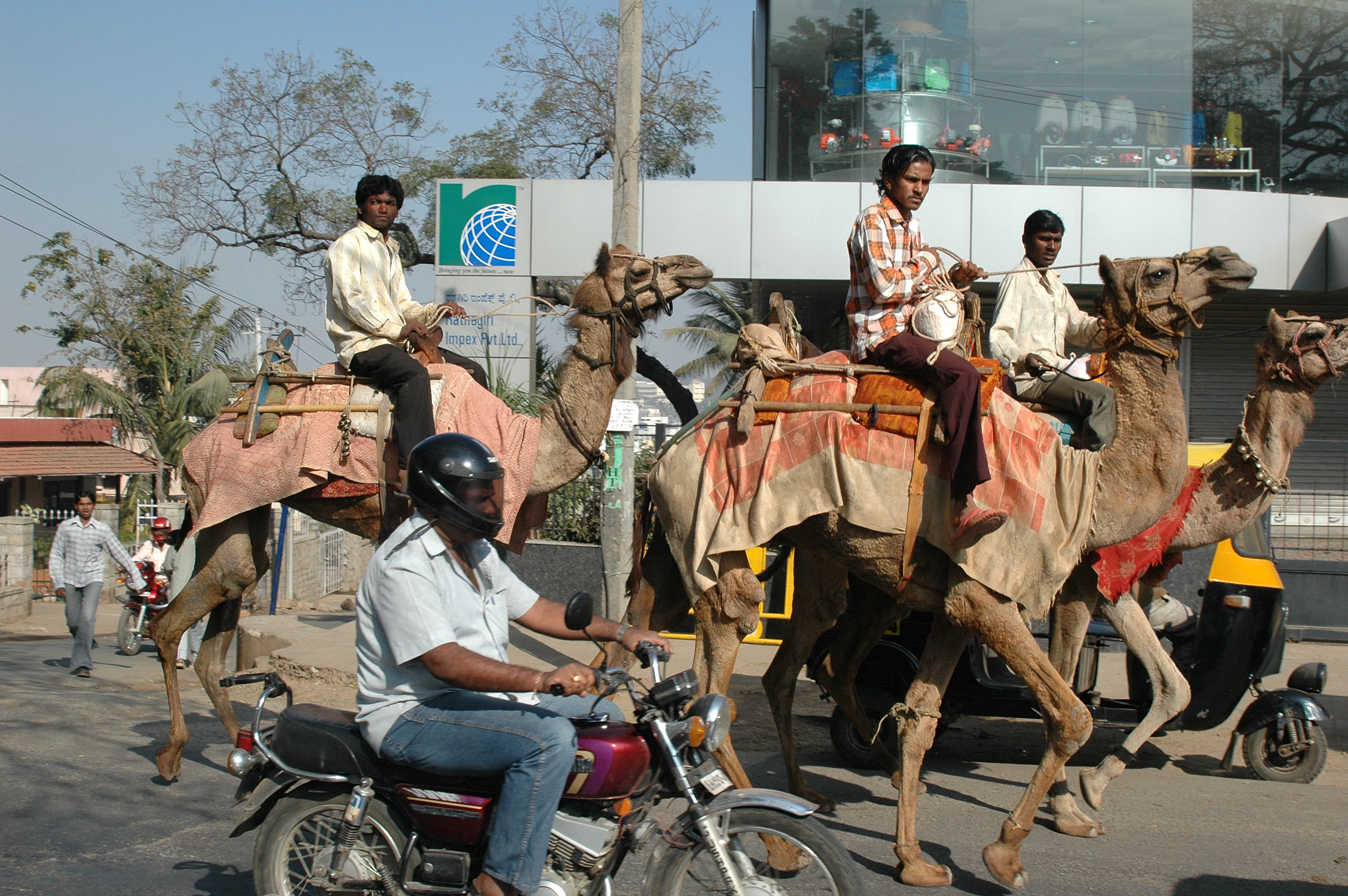
Bangalore (Inde), dromadaires dans les rues de la ville.
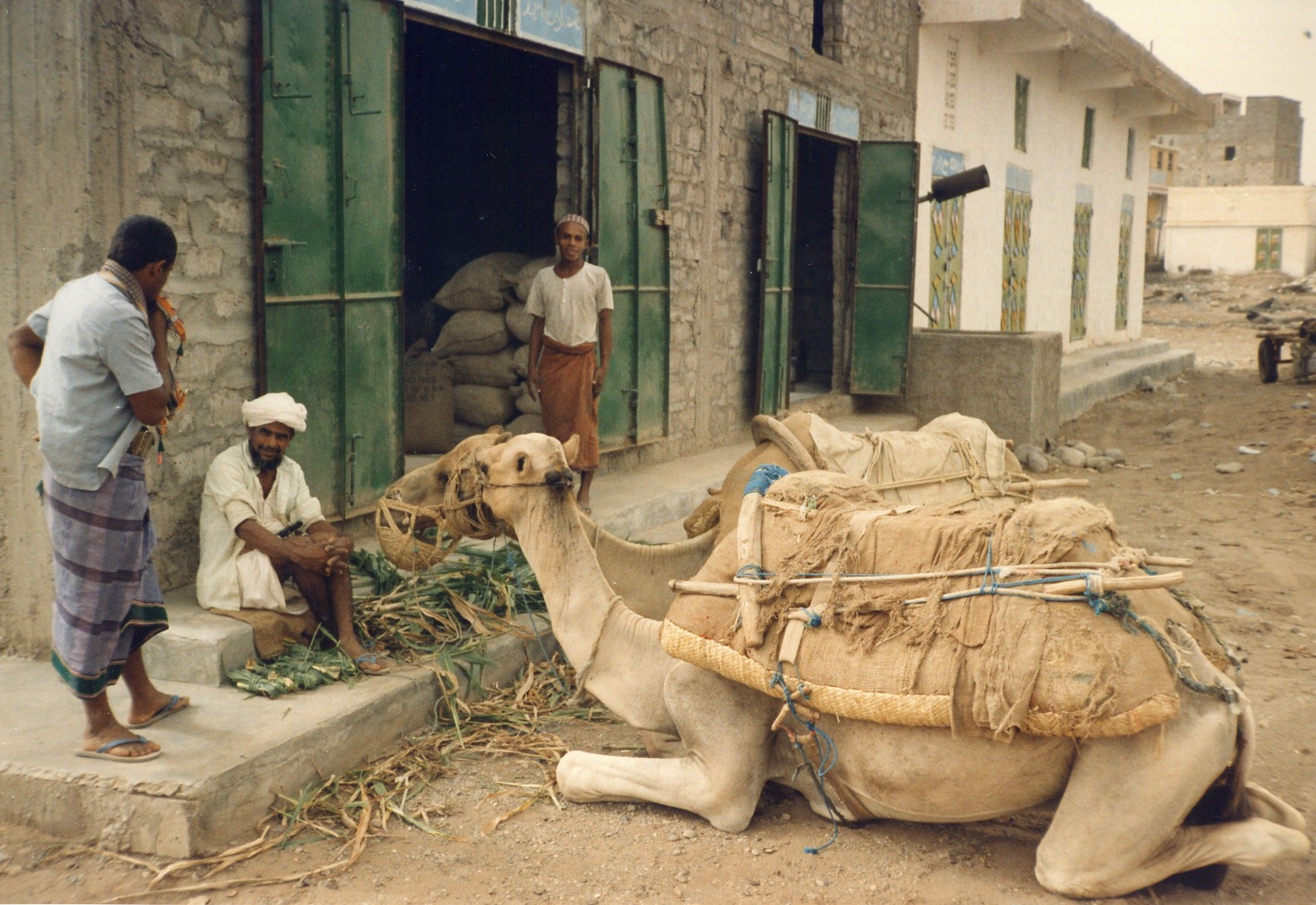
Dromadaires au marché de Bayt al Faqih, Yémen.
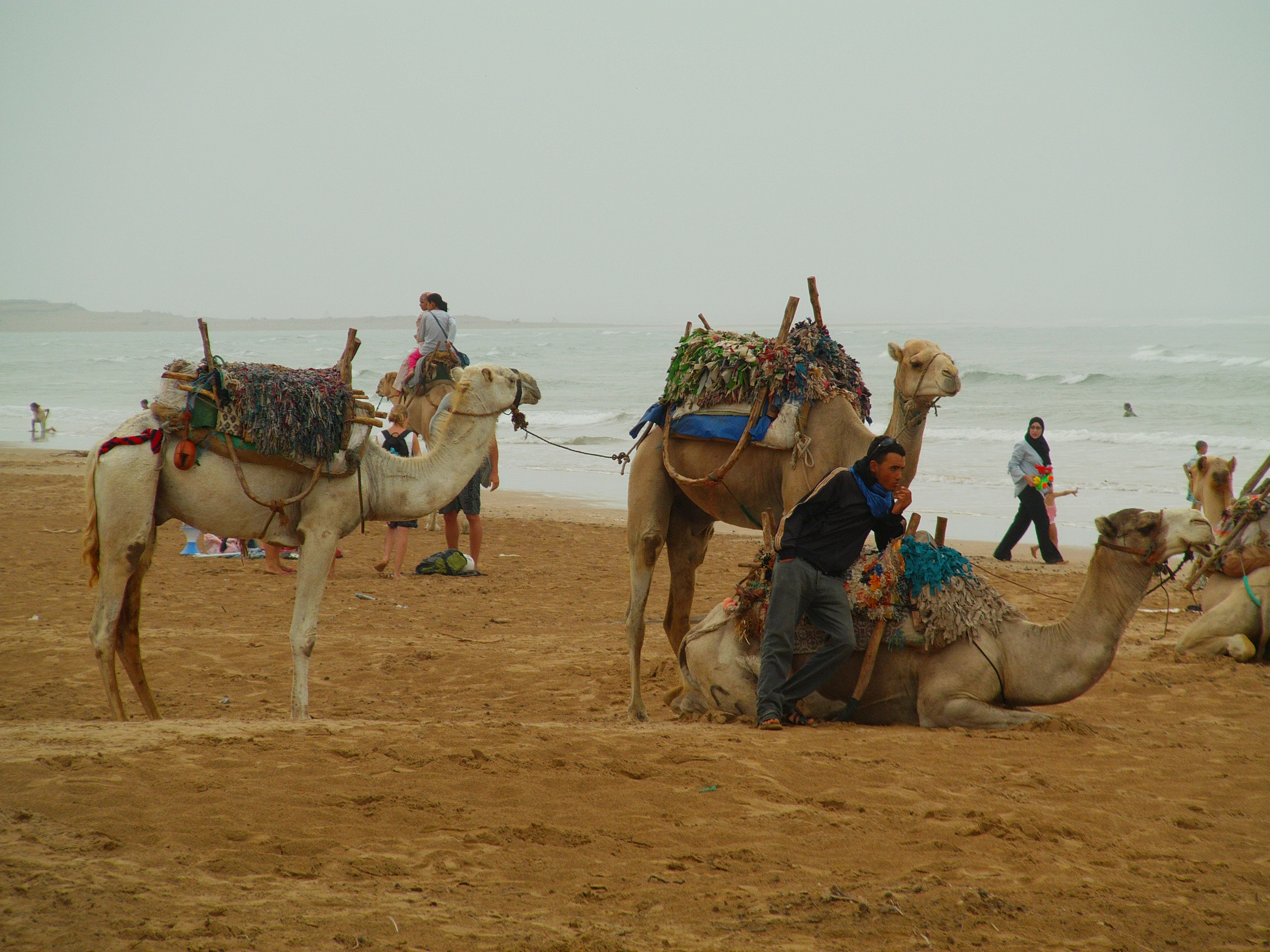
Essaouira (Maroc), dromadaires sur la plage.
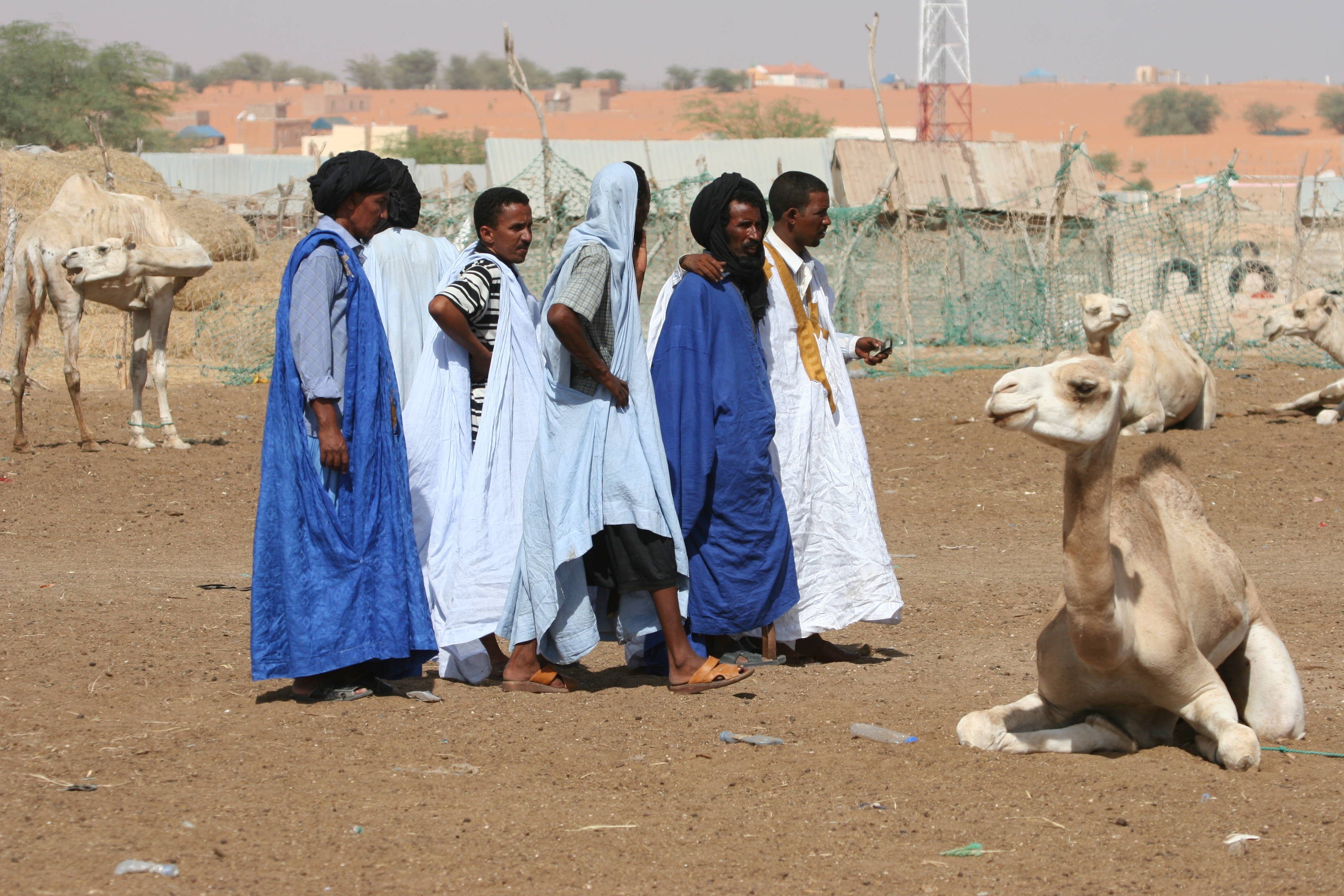
Nouakchott (Mauritanie), marché aux dromadaires.
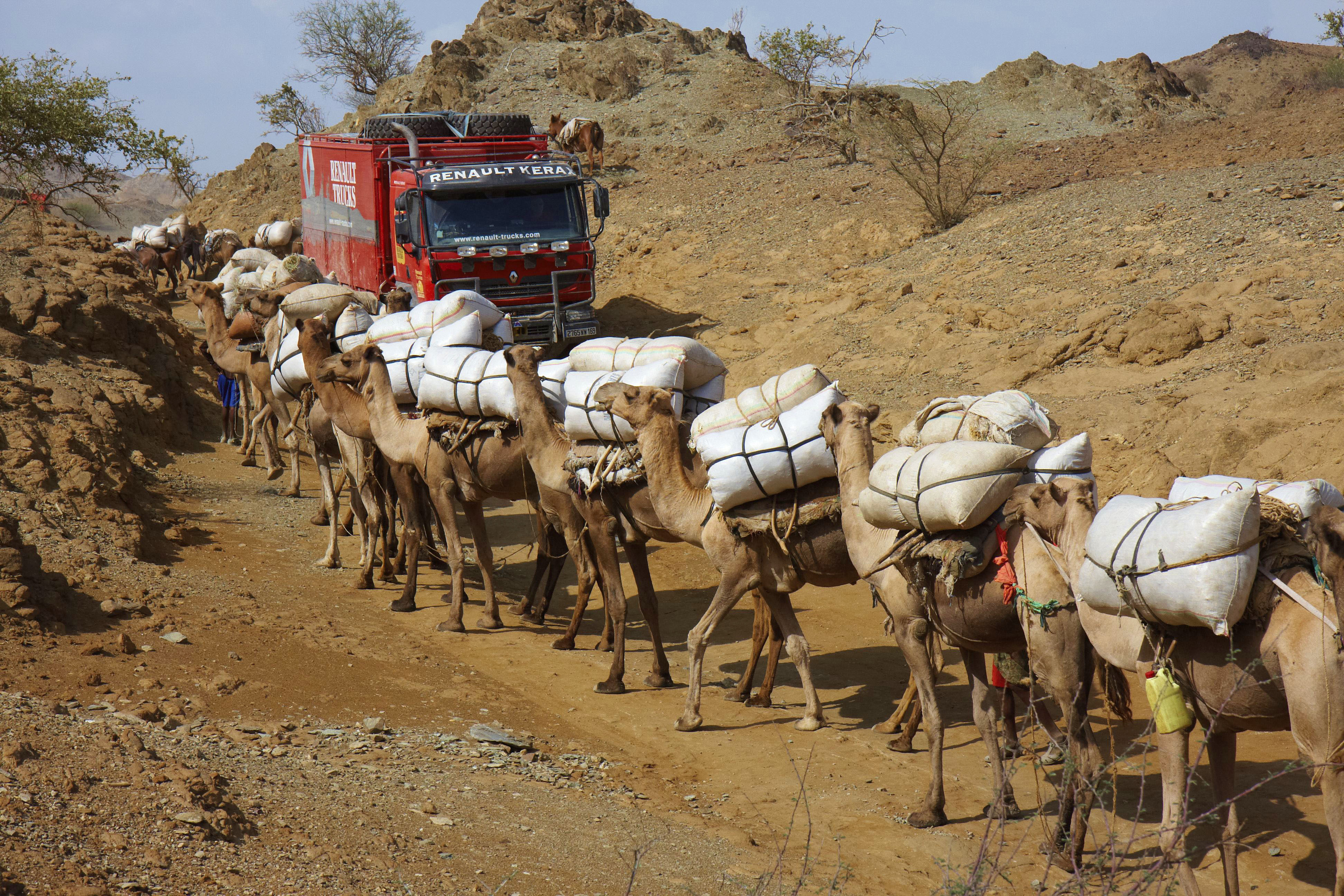
Transport de marchandises en Éthiopie.

Il a été introduit au cours des XIXe et XXe siècle dans d'autres régions, comme l'Australie ou l'Amérique du Nord, l'Amérique du Sud, l'Afrique du Sud, même l'Europe (par exemple dans les Landes de Gascogne) avec des résultats inégaux. Ce n'est qu'en Australie qu'il a été utilisé de façon intensive dans la deuxième moitié du XIXe siècle et au début du XXe, on estime que 20 000 têtes ont été importées durant cette période. Les animaux provenaient à la fois d'importation (principalement du nord de l'Inde et du Pakistan) et d'élevages locaux (qui ne suffisaient pas à répondre à la demande). Avec l'apparition des véhicules à moteurs, depuis les années 1920, le dromadaire a perdu l'essentiel de son rôle économique en Australie, et un grand nombre a été relâché dans le désert. La population des dromadaires australiens est revenue à l'état sauvage (phénomène de marronnage) et augmente de façon exponentielle (doublement en 8 à 12 ans) pour dépasser sans doute un million de têtes actuellement dont 400 000 en Australie-Occidentale.
L'animal peut survivre dans des contrées bien plus septentrionales, comme en France, en Espagne ou en Suisse, où il existe de petits troupeaux, servant essentiellement d'attraction.

## Le dromadaire et l'art
- L'Histoire du chameau qui pleure, film de Byambasuren Davaa et Luigi Falorni sorti en 2003 ;
- Le groupe de rock progressif britannique Camel fait souvent apparaître des dromadaires sur les pochettes de ses albums, bien qu'ironiquement son nom traduit de l'anglais signifie chameau.

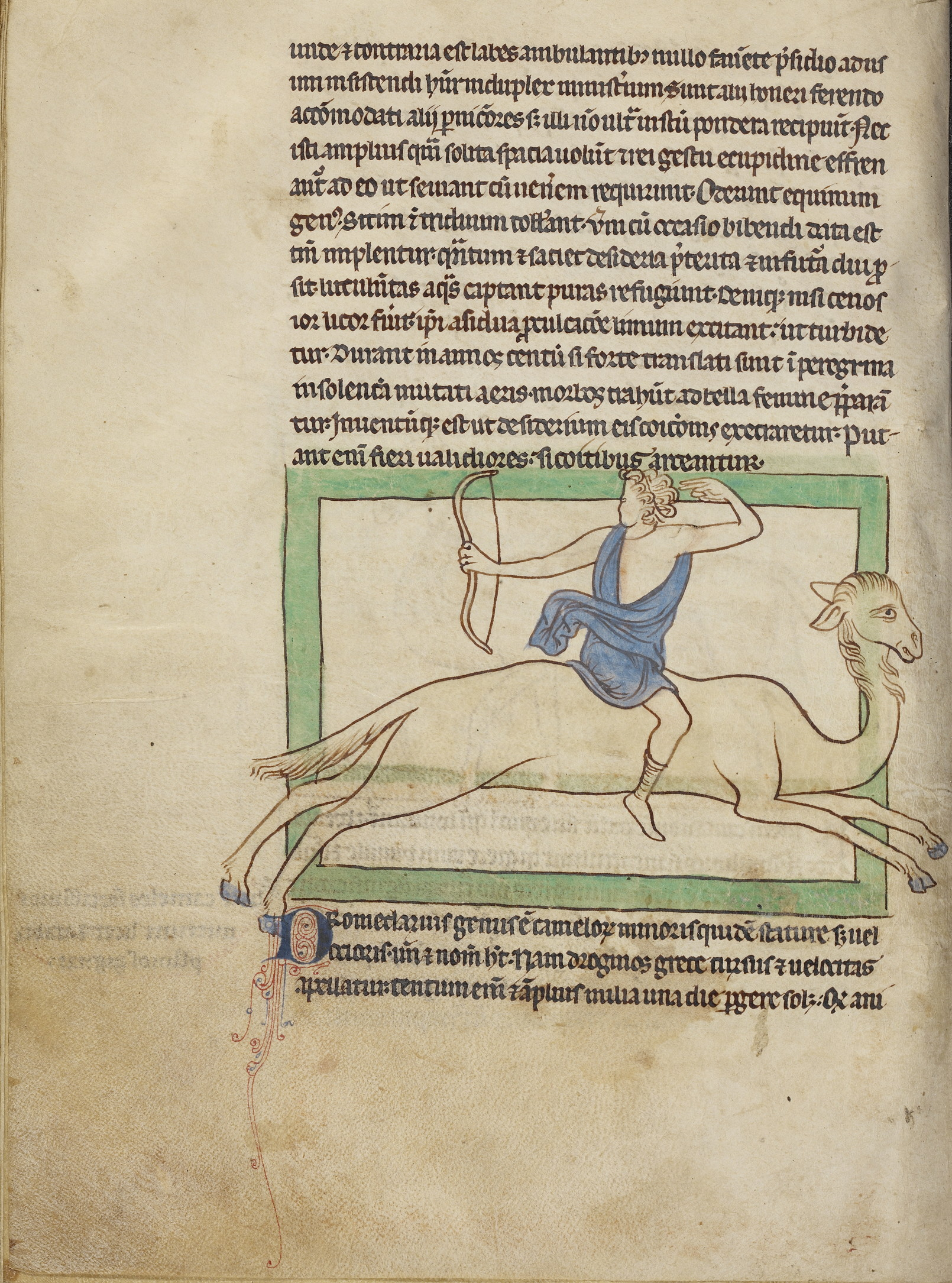
Dromadaire dans le bestiaire de Northumberland, Angleterre, vers 1250.
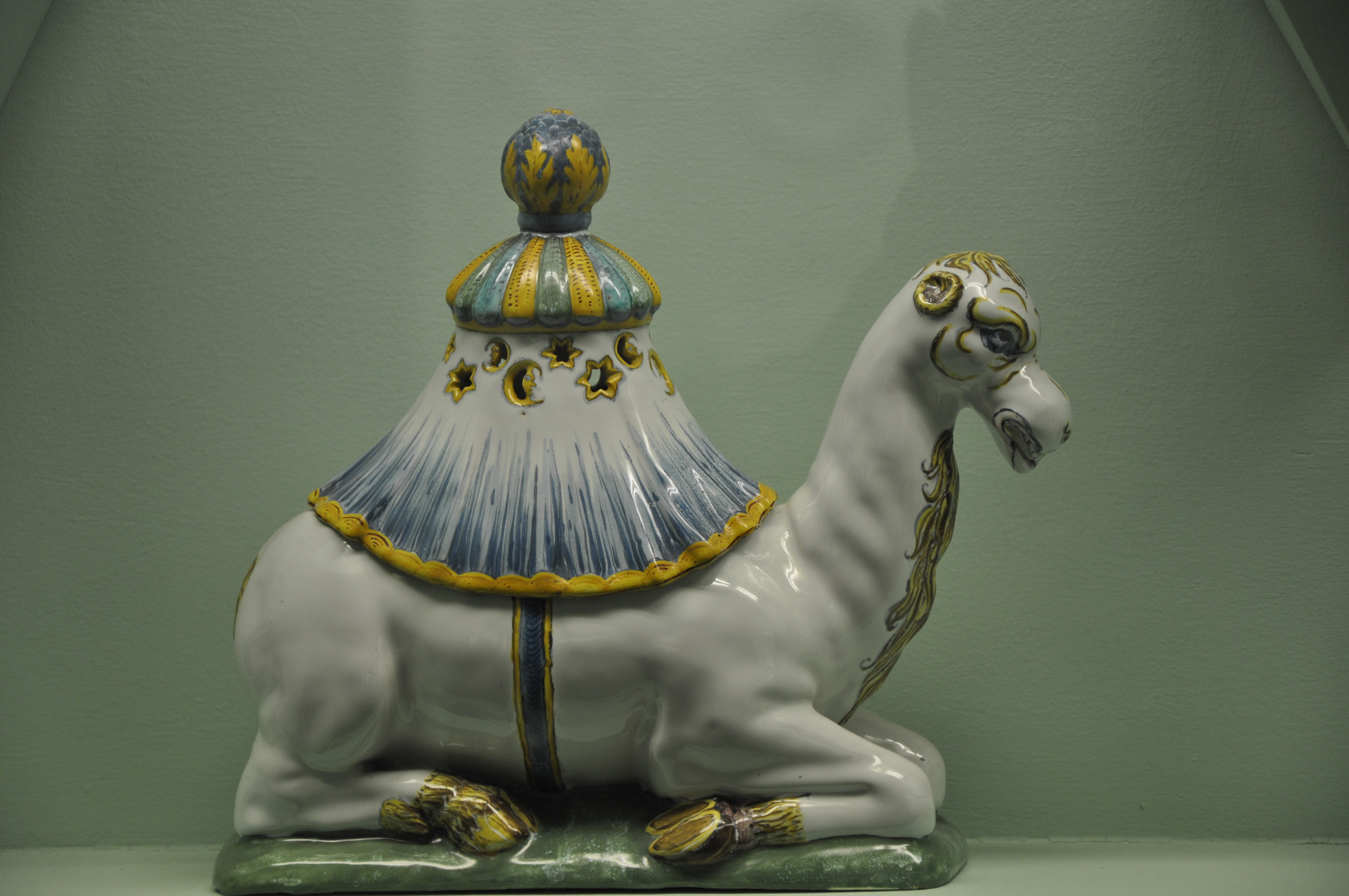
Paul Hannong.
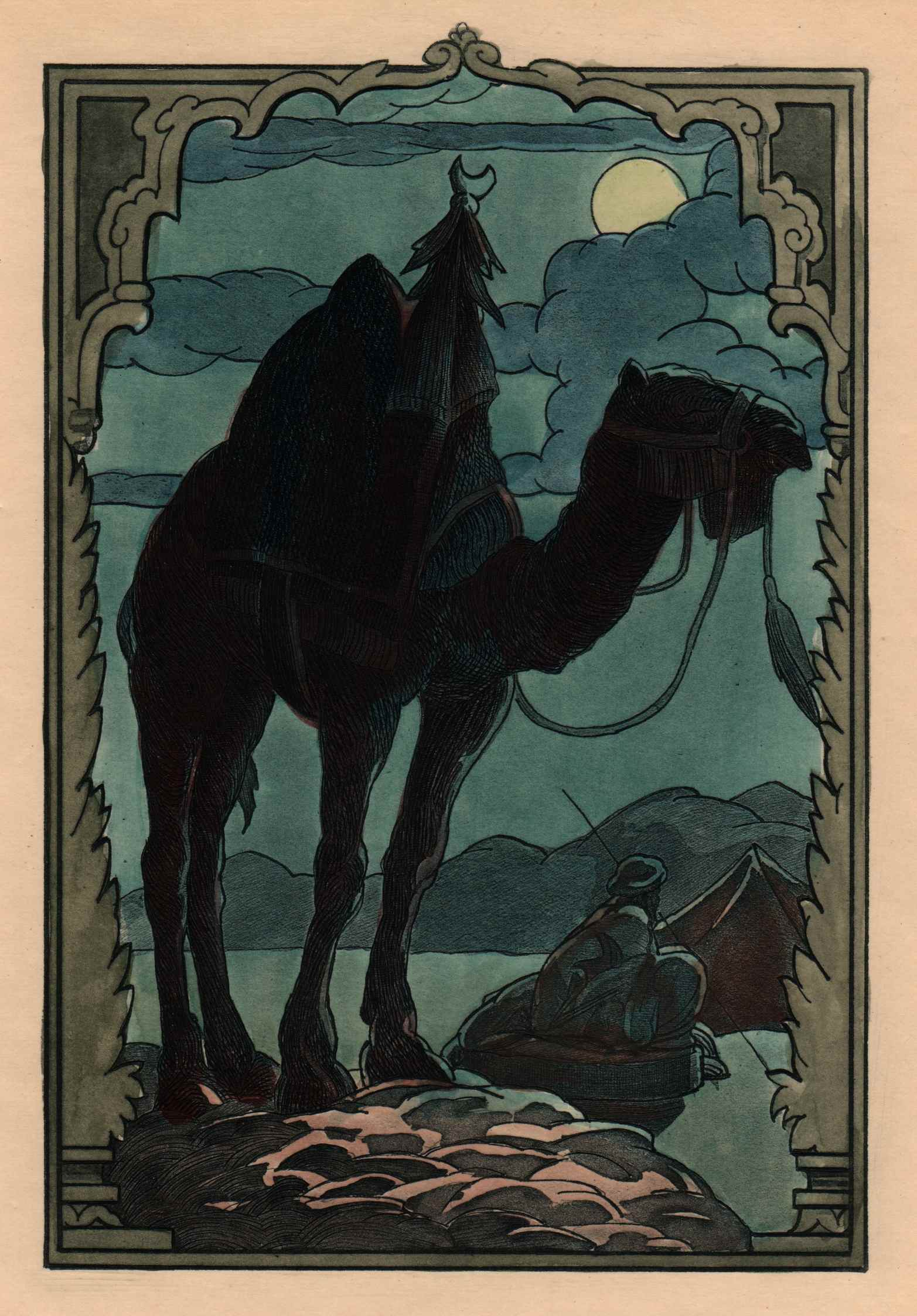
Maurice de Becque.
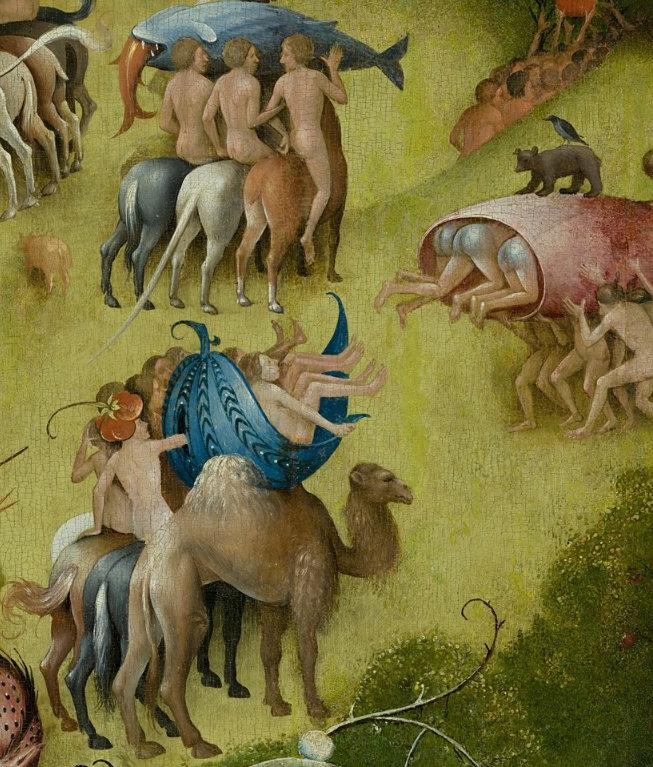
Jérôme Bosch.